# K関数
数学において、K関数とは、ハイパー階乗(hyperfactorial)の複素数への一般化である。

## 定義
形式的には、K関数は
{\displaystyle K(z)=(2\pi )^{(-z+1)/2}\exp \left[{\begin{pmatrix}z\\2\end{pmatrix}}+\int _{0}^{z-1}\ln(t!)\,dt\right]}
のように定義される。これは、閉じた式としても表せ、
{\displaystyle K(z)=\exp \left[\zeta ^{\prime }(-1,z)-\zeta ^{\prime }(-1)\right]}
となる。ここで、ζ'(z)はリーマンゼータ関数の一階導関数、ζ(a,z)はフルヴィッツのゼータ関数で、
{\displaystyle \zeta ^{\prime }(a,z)\ {\stackrel {\mathrm {def} }{=}}\ \left[{\frac {d\zeta (s,z)}{ds}}\right]_{s=a}}
である。また、ポリガンマ関数を用いた別の式もある。
{\displaystyle K(z)=\exp \left(\psi ^{(-2)}(z)+{\frac {z^{2}-z}{2}}-{\frac {z}{2}}\ln(2\pi )\right)}
である。また、Balanced polygamma functionを使って、
{\displaystyle K(z)=Ae^{\psi (-2,z)+{\frac {z^{2}-z}{2}}}}
とも書ける。ここで A はグレーシャーの定数である。
K関数はガンマ関数のときと同様に、スターリングの公式の類似公式を持つ。
{\displaystyle K(z+1)=Ae^{-{\frac {z^{2}}{4}}}z^{{\frac {z(z+1)}{2}}+{\frac {1}{12}}}\left(1+{\frac {1}{720z^{2}}}-{\frac {1433}{7257600z^{4}}}+{\frac {1550887}{15676416000z^{6}}}-\cdots \right)}
K関数はガンマ関数やバーンズのG関数と密接な関連を持つ。正の実数nに対し、
{\displaystyle K(n)={\frac {(\Gamma (n))^{n-1}}{G(n)}}}
のような関連がある。より明確に書けば、
{\displaystyle K(n+1)=1^{1}\,2^{2}\,3^{3}\cdots n^{n}}
が自然数nに対し成り立つということである。より一般に、次のような関数等式を持つ。
{\displaystyle K(x+1)=K(x)x^{x}}
K関数は二重ガンマ関数の特殊な場合として捉えることができる。
{\displaystyle K(x)=\Gamma _{1,1}(x)e^{-\zeta '(-1)}=\Gamma _{2}(x)\Gamma _{1}(x)^{x-1}e^{-\zeta '(-1)}}

## 倍角公式
ガンマ関数の倍角公式の類似として、次の公式が知られている。
{\displaystyle K(Nx)={\biggr (}{\frac {e^{1/12}}{A}}{\biggr )}^{N^{2}-1}\prod _{n=0}^{N-1}K{\Big (}{\frac {n}{N}}+x{\Big )}^{N}\cdot N^{{\frac {1}{12}}+{\frac {N^{2}x^{2}}{2}}-{\frac {Nx}{2}}}}
ここで、Aはグレイシャー・キンケリンの定数である。

## 数値
最初の数項の値は、
1, 4, 108, 27648, 86400000, 4031078400000, 3319766398771200000, ... (オンライン整数列大辞典の数列 A002109).
となる。また、{\displaystyle K({\tfrac {1}{2}})}は、
{\displaystyle K({\tfrac {1}{2}})={\frac {A^{3/2}}{2^{1/24}\cdot e^{1/8}}}}
のように表せる。ここで A はグレーシャーの定数である。

## 関係式
K関数とバーンズのG関数との積は次のようにかける。
{\displaystyle K(z)\cdot G(z)=\exp \left\{(z-1)\cdot \log[\Gamma (z)]\right\}.}
ここで、{\displaystyle z\in \mathbb {C} ,z\notin \mathbb {Z} \setminus \mathbb {N} ,z\neq 0.}
Benoit Cloitreは2003年、下の式を発表した。 
{\displaystyle {\frac {1}{K(n+1)}}=(-1)^{n}\operatorname {det} {\begin{vmatrix}-1&-1&-1&\cdots &-1\\{\frac {1}{2}}&{\frac {1}{4}}&{\frac {1}{8}}&\cdots &{\frac {1}{2^{n}}}\\-{\frac {1}{3}}&-{\frac {1}{9}}&-{\frac {1}{27}}&\cdots &-{\frac {1}{3^{n}}}\\\vdots &\vdots &\vdots &\ddots &\vdots \\{\frac {(-1)^{n}}{n}}&{\frac {(-1)^{n}}{n^{2}}}&{\frac {(-1)^{n}}{n^{3}}}&\cdots &{\frac {(-1)^{n}}{n^{n}}}\\\end{vmatrix}}}.